# Campeonato Europeo de Baloncesto Femenino Sub-20 de 2025
El Campeonato Europeo Sub-20 de Baloncesto Femenino de 2025 fue la vigésimo segunda edición del campeonato europeo de baloncesto para selecciones nacionales femeninas sub-20. El campeonato se jugó en Matosinhos, Portugal, del 2 al 10 de agosto de 2025, con 16 selecciones participantes.España ganó el oro al derrotar a Lituania en la final por 102-50, consiguiendo así su décimo título en esta categoría. Francia, que buscaba defender el título conquistado en la anterior edición, terminó en 13ª posición.

## Organización

### Sedes
| Matosinhos                       | Matosinhos                    | Matosinhos |
| Centro de Desportos e Congressos | Pavilhão Municipal de Guifões | Matosinhos |
| Capacidad: 4 300                 | Capacidad: 750                | Matosinhos |
|                                  |                               | Matosinhos |

### Formato de competición
Fase de grupos
Los dieciséis (16) equipos participantes están divididos en cuatro (4) grupos (A, B, C, y D) compuestos por cuatro (4) equipos cada uno de ellos. Cada equipo jugará contra el resto de equipos de su propio grupo (un total de 3 partidos para cada equipo).
Fase final
Todos los equipos se clasifican para la ronda de octavos de final, en la cual se enfrentarán de forma cruzada entre los Grupos A, B, C y D (A1 - B4, A2 - B3, etc.). Los ganadores de octavos de final avanzan a la ronda de cuartos de final, mientras que los no clasificados pasarán a jugar los partidos de clasificación para las posiciones entre 9-16.

## Equipos participantes
Tras el descenso en la edición anterior de Finlandia, Serbia y Hungría, ascendieron Países Bajos, como ganadora de la División B del Campeonato Europeo de Baloncesto Femenino Sub-20 de 2023; Bélgica, como subcampeonas de la misma; y República Checa, como la tercera clasificada. Además, Montenegro no participa, siendo reemplazada por Islandia, la cuarta clasificada de la División B.
- Alemania
- Bélgica  (2º)
- Eslovenia
- España
- Francia
- Islandia  (4º)
- Israel
- Italia
- Letonia
- Lituania
- Países Bajos  (1º)
- Polonia
- Portugal
- República Checa  (3º)
- Suecia
- Turquía

### Sorteo de grupos
El sorteo de la primera ronda se celebró el 28 de enero de 2025 en Freising, Alemania. Los grupos quedaron distribuidos de la siguiente forma:
| Grupo A                        | Grupo B                                 | Grupo C                         | Grupo D                                     |
| ------------------------------ | --------------------------------------- | ------------------------------- | ------------------------------------------- |
| Bélgica España Israel Lituania | Alemania Eslovenia Francia Portugal (H) | Islandia Letonia Suecia Turquía | Italia Países Bajos Polonia República Checa |

## Fase de grupos
Todos los horarios corresponden al huso horario local (WEST – UTC+1).

### Grupo A
| Pos. | Equipo   | PJ | G | P | PF  | PC  | DP  | Pts |
| ---- | -------- | -- | - | - | --- | --- | --- | --- |
| 1    | Bélgica  | 3  | 3 | 0 | 274 | 237 | +37 | 6   |
| 2    | España   | 3  | 2 | 1 | 260 | 196 | +64 | 5   |
| 3    | Lituania | 3  | 1 | 2 | 229 | 275 | −46 | 4   |
| 4    | Israel   | 3  | 0 | 3 | 244 | 299 | −55 | 3   |

 Fuente: FIBA
Jornada 1
| 2 de agosto | Lituania                                                                             | 80–91                                | Bélgica                                                  | Matosinhos |  |
| 13:00       | Parciales: 29–17, 9–21, 16–25, 26–28                                                 | Parciales: 29–17, 9–21, 16–25, 26–28 | Parciales: 29–17, 9–21, 16–25, 26–28                     | |  |
|             | Estadísticas Aukštikalnytė 18 Paunksnytė 9 Aukštikalnytė, Paunksnytė 3 Paunksnytė 21 | Reporte Pts Reb Asts Val             | Estadísticas 18 Devos 12 Bruyndoncx 5 Courthiau 22 Devos | Pabellón: Centro de Desportos e Congressos Asistencia: 45 espectadores Árbitros: Jan Baloun Sonia Teixeira Silvia Marziali |  |

| 2 de agosto | Israel                                               | 69–94                                 | España                                        | Matosinhos |  |
| 15:30       | Parciales: 17–25, 19–25, 17–23, 16–21                | Parciales: 17–25, 19–25, 17–23, 16–21 | Parciales: 17–25, 19–25, 17–23, 16–21         | |  |
|             | Estadísticas Raviv 19 Nahum 8 Oren, Raviv 4 Raviv 21 | Reporte Pts Reb Asts Val              | Estadísticas 22 Mata 10 Mata 7 García 28 Mata | Pabellón: Centro de Desportos e Congressos Asistencia: 190 espectadores Árbitros: Jelena Tomić Ivana Ivanović Anna Belousova |  |

Jornada 2
| 3 de agosto | Bélgica                                                       | 104–80                                | Israel                                                | Matosinhos |  |
| 13:00       | Parciales: 29–19, 20–15, 36–20, 19–26                         | Parciales: 29–19, 20–15, 36–20, 19–26 | Parciales: 29–19, 20–15, 36–20, 19–26                 | |  |
|             | Estadísticas Bruyndoncx 19 Daelemans 10 Bevernage 8 Bayart 27 | Reporte Pts Reb Asts Val              | Estadísticas 15 Raviv 7 Raviv 7 Bitan, Raviv 24 Raviv | Pabellón: Pavilhão Municipal de Guifões Asistencia: 71 espectadores Árbitros: Paulina Karolina Gajdosz Amal Dahra Anna Belousova |  |

| 3 de agosto | España                                          | 89–48                                 | Lituania                                                                                      | Matosinhos |  |
| 20:30       | Parciales: 29–11, 26–11, 17–16, 17–10           | Parciales: 29–11, 26–11, 17–16, 17–10 | Parciales: 29–11, 26–11, 17–16, 17–10                                                         | |  |
|             | Estadísticas García 12 Tor 9 Fernández 5 Tor 16 | Reporte Pts Reb Asts Val              | Estadísticas 14 Aukštikalnytė 6 Paunksnytė 3 Paunksnytė, E. Kisarauskaitė 14 M. Kisarauskaitė | Pabellón: Pavilhão Municipal de Guifões Asistencia: 70 espectadores Árbitros: Çisil Güngör Silvia Marciali Gregor Oprčkal |  |

Jornada 3
| 4 de agosto | Lituania                                                           | 101–95                                | Israel                                         | Matosinhos |  |
| 15:30       | Parciales: 32–23, 16–30, 22–19, 31–23                              | Parciales: 32–23, 16–30, 22–19, 31–23 | Parciales: 32–23, 16–30, 22–19, 31–23          | |  |
|             | Estadísticas Paunksnytė 43 Paunksnytė 9 Paunksnytė 4 Paunksnytė 48 | Reporte Pts Reb Asts Val              | Estadísticas 27 Raviv 7 Nahum 7 Raviv 24 Raviv | Pabellón: Centro de Desportos e Congressos Asistencia: 43 espectadores Árbitros: Veronika Obertová Jelena Tomić Haris Bijedić |  |

| 4 de agosto | España                                          | 77–79                                 | Bélgica                                                  | Matosinhos |  |
| 18:00       | Parciales: 25–29, 20–14, 16–20, 16–16           | Parciales: 25–29, 20–14, 16–20, 16–16 | Parciales: 25–29, 20–14, 16–20, 16–16                    | |  |
|             | Estadísticas Míguez 17 Nde 9 García 4 Míguez 20 | Reporte Pts Reb Asts Val              | Estadísticas 14 Bayart 10 Devos 5 Battiston 14 Courthiau | Pabellón: Pavilhão Municipal de Guifões Asistencia: 150 espectadores Árbitros: Özlem Yalman Giacomo Dori Diogo Martins |  |

### Grupo B
| Pos. | Equipo       | PJ | G | P | PF  | PC  | DP  | Pts |
| ---- | ------------ | -- | - | - | --- | --- | --- | --- |
| 1    | Francia      | 3  | 3 | 0 | 263 | 169 | +94 | 6   |
| 2    | Eslovenia    | 3  | 2 | 1 | 207 | 225 | −18 | 5   |
| 3    | Alemania     | 3  | 1 | 2 | 225 | 236 | −11 | 4   |
| 4    | Portugal (H) | 3  | 0 | 3 | 180 | 245 | −65 | 3   |

 Fuente: FIBA
Jornada 1
| 2 de agosto | Portugal                                                       | 50–91                                | Francia                                                            | Matosinhos |  |
| 18:00       | Parciales: 13–19, 12–21, 16–30, 9–21                           | Parciales: 13–19, 12–21, 16–30, 9–21 | Parciales: 13–19, 12–21, 16–30, 9–21                               | |  |
|             | Estadísticas Pinheiro 17 R. Rodrigues 4 Pinheiro 2 Pinheiro 16 | Reporte Pts Reb Asts Val             | Estadísticas 17 Dursus 5 Cuatro jugadoras 4 N'ganfina 19 N'ganfina | Pabellón: Centro de Desportos e Congressos Asistencia: 1290 espectadores Árbitros: Özlem Yalman Veronika Obertová Kirsten Poffé |  |

| 2 de agosto | Eslovenia                                        | 84–75                                 | Alemania                                                   | Matosinhos |  |
| 20:30       | Parciales: 25–15, 14–23, 21–20, 24–17            | Parciales: 25–15, 14–23, 21–20, 24–17 | Parciales: 25–15, 14–23, 21–20, 24–17                      | |  |
|             | Estadísticas Sivka 19 Brecelj 7 Sivka 5 Štirn 18 | Reporte Pts Reb Asts Val              | Estadísticas 17 Soltau 6 Byvatov, Soltau 7 Scheu 17 Soltau | Pabellón: Centro de Desportos e Congressos Asistencia: 150 espectadores Árbitros: Silvia Marziali Giacomo Dori Sara Månsson |  |

Jornada 2
| 3 de agosto | Francia                                                     | 92–52                                | Eslovenia                                                      | Matosinhos |  |
| 15:30       | Parciales: 14–12, 30–8, 27–14, 21–18                        | Parciales: 14–12, 30–8, 27–14, 21–18 | Parciales: 14–12, 30–8, 27–14, 21–18                           | |  |
|             | Estadísticas Abraham 17 Ferre, Djoko 5 Saulnier 5 Dursus 19 | Reporte Pts Reb Asts Val             | Estadísticas 11 Žibert 9 Brecelj 2 Cuatro jugadoras 11 Brecelj | Pabellón: Pavilhão Municipal de Guifões Asistencia: 38 espectadores Árbitros: Jelena Tomić Jan Baloun Milita Stalaučinskaitė |  |

| 3 de agosto | Alemania                                            | 83–72                                 | Portugal                                               | Matosinhos |  |
| 18:00       | Parciales: 24–12, 18–19, 19–13, 22–28               | Parciales: 24–12, 18–19, 19–13, 22–28 | Parciales: 24–12, 18–19, 19–13, 22–28                  | |  |
|             | Estadísticas Byvatov 15 Diala 12 Scheu 8 Byvatov 25 | Reporte Pts Reb Asts Val              | Estadísticas 20 Neto 7 Peixinho 4 Freire, Neto 21 Neto | Pabellón: Centro de Desportos e Congressos Asistencia: 1180 espectadores Árbitros: Ivana Ivanović Nataša Dragojević Angel Ivanov |  |

Jornada 3
| 4 de agosto | Francia                                            | 80–67                                 | Alemania                                                 | Matosinhos |  |
| 13:00       | Parciales: 24–13, 28–15, 12–18, 16–21              | Parciales: 24–13, 28–15, 12–18, 16–21 | Parciales: 24–13, 28–15, 12–18, 16–21                    | |  |
|             | Estadísticas Dursus 16 Dursus 9 Salahy 9 Dursus 24 | Reporte Pts Reb Asts Val              | Estadísticas 13 Byvatov 11 Englisch 5 Byvatov 21 Byvatov | Pabellón: Pavilhão Municipal de Guifões Asistencia: 250 espectadores Árbitros: Suzana Vujicic Sara Månsson Jelena Smiljanić |  |

| 4 de agosto | Eslovenia                                         | 71–58                                 | Portugal                                           | Matosinhos |  |
| 20:30       | Parciales: 18–16, 20–16, 12–13, 21–13             | Parciales: 18–16, 20–16, 12–13, 21–13 | Parciales: 18–16, 20–16, 12–13, 21–13              | |  |
|             | Estadísticas Sivka 26 Mišjak 12 Žibert 5 Sivka 36 | Reporte Pts Reb Asts Val              | Estadísticas 17 Pinheiro 8 Peixinho 4 Dias 14 Dias | Pabellón: Centro de Desportos e Congressos Asistencia: 1360 espectadores Árbitros: Esperanza Mendoza Paulina Karolina Gajdosz Anna Belousova |  |

### Grupo C
| Pos. | Equipo   | PJ | G | P | PF  | PC  | DP  | Pts |
| ---- | -------- | -- | - | - | --- | --- | --- | --- |
| 1    | Turquía  | 3  | 3 | 0 | 242 | 213 | +29 | 6   |
| 2    | Suecia   | 3  | 2 | 1 | 239 | 225 | +14 | 5   |
| 3    | Letonia  | 3  | 1 | 2 | 224 | 225 | −1  | 4   |
| 4    | Islandia | 3  | 0 | 3 | 232 | 274 | −42 | 3   |

 Fuente: FIBA
Jornada 1
| 2 de agosto | Turquía                                                                      | 72–63                                | Letonia                                        | Matosinhos |  |
| 15:30       | Parciales: 26–14, 15–20, 9–17, 22–12                                         | Parciales: 26–14, 15–20, 9–17, 22–12 | Parciales: 26–14, 15–20, 9–17, 22–12           | |  |
|             | Estadísticas İstanbulluoğlu 30 İstanbulluoğlu 16 Akpınar 3 İstanbulluoğlu 32 | Reporte Pts Reb Asts Val             | Estadísticas 12 Brikmane 8 Otto 3 Otto 15 Otto | Pabellón: Pavilhão Municipal de Guifões Asistencia: 35 espectadores Árbitros: Paulina Karolina Gajdosz Diogo Martins Gregor Oprčkal |  |

| 2 de agosto | Suecia                                                | 92–76                                | Islandia                                                                   | Matosinhos |  |
| 18:00       | Parciales: 29–18, 27–14, 14–9, 22–35                  | Parciales: 29–18, 27–14, 14–9, 22–35 | Parciales: 29–18, 27–14, 14–9, 22–35                                       | |  |
|             | Estadísticas Trygger 18 da Silva 9 Levin 6 Barbosa 23 | Reporte Pts Reb Asts Val             | Estadísticas 18 Ármannsdóttir 10 Boama 6 Steingrímsdóttir 17 Ármannsdóttir | Pabellón: Pavilhão Municipal de Guifões Asistencia: 51 espectadores Árbitros: Esperanza Mendoza Sandra Sánchez Angel Ivanov |  |

Jornada 2
| 3 de agosto | Letonia                                                    | 74–80                                 | Suecia                                                               | Matosinhos |  |
| 13:00       | Parciales: 23–22, 23–10, 13–21, 15–27                      | Parciales: 23–22, 23–10, 13–21, 15–27 | Parciales: 23–22, 23–10, 13–21, 15–27                                | |  |
|             | Estadísticas Tomašicka 22 Otto 11 Tomašicka 4 Tomašicka 24 | Reporte Pts Reb Asts Val              | Estadísticas 36 da Silva 16 da Silva 4 Barbosa, Jolinder 42 da Silva | Pabellón: Centro de Desportos e Congressos Asistencia: 65 espectadores Árbitros: Sonia Teixeira Suzana Vujicić Jelena Smiljanić |  |

| 3 de agosto | Islandia                                                                                    | 83–95                                 | Turquía                                                                           | Matosinhos |  |
| 20:30       | Parciales: 17–20, 26–23, 16–30, 24–22                                                       | Parciales: 17–20, 26–23, 16–30, 24–22 | Parciales: 17–20, 26–23, 16–30, 24–22                                             | |  |
|             | Estadísticas Falsdóttir 20 Steingrímsdóttir 8 Steingrímsdóttir, Boama 3 Steingrímsdóttir 21 | Reporte Pts Reb Asts Val              | Estadísticas 22 Akpınar 7 İstanbulluoğlu, Laiç 6 Güven, Akpınar 18 Güven, Akpınar | Pabellón: Centro de Desportos e Congressos Asistencia: 45 espectadores Árbitros: Veronika Obertová Giacomo Dori Kirsten Poffé |  |

Jornada 3
| 4 de agosto | Suecia                                                | 67–75                                 | Turquía                                                   | Matosinhos |  |
| 15:30       | Parciales: 18–18, 13–25, 16–14, 20–18                 | Parciales: 18–18, 13–25, 16–14, 20–18 | Parciales: 18–18, 13–25, 16–14, 20–18                     | |  |
|             | Estadísticas Trygger 16 Trygger 15 Levin 6 Trygger 20 | Reporte Pts Reb Asts Val              | Estadísticas 17 Akpınar 8 İstanbulluoğlu 4 Güven 24 Güven | Pabellón: Pavilhão Municipal de Guifões Asistencia: 120 espectadores Árbitros: Jan Baloun Amal Dahra Milita Stalaučinskaitė |  |

| 4 de agosto | Letonia                                           | 87–73                                 | Islandia                                                                         | Matosinhos |  |
| 20:30       | Parciales: 18–19, 21–18, 25–17, 23–19             | Parciales: 18–19, 21–18, 25–17, 23–19 | Parciales: 18–19, 21–18, 25–17, 23–19                                            | |  |
|             | Estadísticas Tomašicka 29 Otto 17 Šmite 5 Otto 34 | Reporte Pts Reb Asts Val              | Estadísticas 14 Steingrímsdóttir 10 Boama 5 Steingrímsdóttir 18 Steingrímsdóttir | Pabellón: Pavilhão Municipal de Guifões Asistencia: 55 espectadores Árbitros: Silvia Marziali Sandra Sánchez Angel Ivanov |  |

### Grupo D
| Pos. | Equipo          | PJ | G | P | PF  | PC  | DP  | Pts |
| ---- | --------------- | -- | - | - | --- | --- | --- | --- |
| 1    | Países Bajos    | 3  | 3 | 0 | 253 | 215 | +38 | 6   |
| 2    | Italia          | 3  | 1 | 2 | 229 | 221 | +8  | 4   |
| 3    | Polonia         | 3  | 1 | 2 | 228 | 231 | −3  | 4   |
| 4    | República Checa | 3  | 1 | 2 | 195 | 238 | −43 | 4   |

 Fuente: FIBA
Notas:
1. 1 2 3  Italia: 3 pts., +10 DP; Polonia: 3 pts., +4 DP; República Checa: 3 pts., -14 DP;

Jornada 1
| 2 de agosto | República Checa                                        | 60–89                                | Países Bajos                                                                         | Matosinhos |  |
| 13:00       | Parciales: 9–25, 23–21, 12–19, 16–24                   | Parciales: 9–25, 23–21, 12–19, 16–24 | Parciales: 9–25, 23–21, 12–19, 16–24                                                 | |  |
|             | Estadísticas Přibylová 9 Veselá 11 Brožová 4 Veselá 17 | Reporte Pts Reb Asts Val             | Estadísticas 27 Lieverst 5 Bastiaansen, van Vliet 4 Kleyhorst, van Vliet 27 Lieverst | Pabellón: Pavilhão Municipal de Guifões Asistencia: 70 espectadores Árbitros: Çisil Güngör Amal Dahra Milita Stalaučinskaitė |  |

| 2 de agosto | Polonia                                             | 79–74 TE                                            | Italia                                              | Matosinhos |  |
| 20:30       | Parciales: 14–15, 24–19, 12–11, 14–19 (T.E.: 15–10) | Parciales: 14–15, 24–19, 12–11, 14–19 (T.E.: 15–10) | Parciales: 14–15, 24–19, 12–11, 14–19 (T.E.: 15–10) | |  |
|             | Estadísticas Ułan 22 Adamczuk 13 Kusiak 4 Ułan 20   | Reporte Pts Reb Asts Val                            |                                                     | Pabellón: Pavilhão Municipal de Guifões Asistencia: 32 espectadores Árbitros: Suzana Vujicić Nataša Dragojević Çisil Güngör |  |

Jornada 2
| 3 de agosto | Países Bajos                                            | 85–78                                 | Polonia                                                         | Matosinhos |  |
| 15:30       | Parciales: 26–21, 21–18, 15–21, 23–18                   | Parciales: 26–21, 21–18, 15–21, 23–18 | Parciales: 26–21, 21–18, 15–21, 23–18                           | |  |
|             | Estadísticas Stotijn 17 de Vries 9 Stotijn 7 Stotijn 18 | Reporte Pts Reb Asts Val              | Estadísticas 22 Ułan 19 Rutkowska 3 Tres jugadoras 26 Rutkowska | Pabellón: Centro de Desportos e Congressos Asistencia: 87 espectadores Árbitros: Esperanza Mendoza Haris Bijedić Sara Månsson |  |

| 3 de agosto | Italia                                                       | 78–63                                 | República Checa                                              | Matosinhos |  |
| 19:00       | Parciales: 19–14, 16–14, 18–22, 25–13                        | Parciales: 19–14, 16–14, 18–22, 25–13 | Parciales: 19–14, 16–14, 18–22, 25–13                        | |  |
|             | Estadísticas Edokpaigbe 23 Zuccon 13 Zanardi 5 Edokpaigbe 28 | Reporte Pts Reb Asts Val              | Estadísticas 17 Přibylová 12 Veselá 4 Brožová 19 Trávníčková | Pabellón: Pavilhão Municipal de Guifões Asistencia: 70 espectadores Árbitros: Özlem Yalman Diogo Martins Sandra Sánchez |  |

Jornada 3
| 4 de agosto | Italia                                                 | 77–79                                 | Países Bajos                                                               | Matosinhos |  |
| 13:00       | Parciales: 10–17, 21–14, 26–27, 20–21                  | Parciales: 10–17, 21–14, 26–27, 20–21 | Parciales: 10–17, 21–14, 26–27, 20–21                                      | |  |
|             | Estadísticas Osazuwa 31 Osazuwa 7 Zanardi 9 Osazuwa 29 | Reporte Pts Reb Asts Val              | Estadísticas 18 de Vries 7 Douwstra, de Vries 4 Tres jugadoras 28 de Vries | Pabellón: Centro de Desportos e Congressos Asistencia: 83 espectadores Árbitros: Ivana Ivanović Nataša Dragojević Gregor Oprčkal |  |

| 4 de agosto | República Checa                                          | 72–71                                | Polonia                                                            | Matosinhos |  |
| 18:00       | Parciales: 24–16, 15–9, 22–15, 11–31                     | Parciales: 24–16, 15–9, 22–15, 11–31 | Parciales: 24–16, 15–9, 22–15, 11–31                               | |  |
|             | Estadísticas Válková 16 Veselá 11 Kytlicová 5 Válková 18 | Reporte Pts Reb Asts Val             | Estadísticas 21 Stasiak 6 Rutkowska, Adamczuk 5 Wysocka 23 Stasiak | Pabellón: Centro de Desportos e Congressos Asistencia: 40 espectadores Árbitros: Sonia Teixeira Çisil Güngör Kirsten Poffé |  |

## Fase final
Todos los horarios corresponden al huso horario local (WEST – UTC+1).
|  | Octavos de final | Octavos de final | Octavos de final |             |          | Cuartos de final | Cuartos de final | Cuartos de final |  |        | Semifinales | Semifinales | Semifinales |        |                    | Final              | Final              | Final        |  |
|  | 6 de agosto      | 6 de agosto      | 6 de agosto      |             |          | 7 de agosto      | 7 de agosto      | 7 de agosto      |  |        | 9 de agosto | 9 de agosto | 9 de agosto |        |                    | 10 de agosto       | 10 de agosto       | 10 de agosto |  |
|  |                  |                  |                  |             |          |                  |                  |                  |  |        |             |             |             |        |                    |                    |                    |              |  |
|  |                  |                  |                  |             |          |                  |                  |                  |  |        |             |             |             |        |                    |                    |                    |              |  |
|  | A1               | Bélgica          | 91               |             |          |                  |                  |                  |  |        |             |             |             |        |                    |                    |                    |              |  |
|  | A1               | Bélgica          | 91               |             |          |                  |                  |                  |  |        |             |             |             |        |                    |                    |                    |              |  |
|  | B4               | Portugal         | 75               |             |          |                  |                  |                  |  |        |             |             |             |        |                    |                    |                    |              |  |
|  | B4               | Portugal         | 75               |             | Bélgica  | Bélgica          | 76               |                  |  |        |             |             |             |        |                    |                    |                    |              |  |
|  |                  |                  |                  |             | Bélgica  | Bélgica          | 76               |                  |  |        |             |             |             |        |                    |                    |                    |              |  |
|  |                  |                  | Suecia           | Suecia      | 77       |                  |                  |                  |  |        |             |             |             |        |                    |                    |                    |              |  |
|  | C2               | Suecia           | Suecia           | Suecia      | 77       | 92               |                  |                  |  |        |             |             |             |        |                    |                    |                    |              |  |
|  | C2               | Suecia           |                  |             |          |                  |                  |                  |  |        |             |             |             |        |                    |                    |                    |              |  |
|  | D3               | Polonia          | 86               |             |          |                  |                  |                  |  |        |             |             |             |        |                    |                    |                    |              |  |
|  | D3               | Polonia          | 86               |             |          |                  |                  |                  |  | Suecia | Suecia      | 78          |             |        |                    |                    |                    |              |  |
|  |                  |                  |                  |             |          |                  |                  |                  |  | Suecia | Suecia      | 78          |             |        |                    |                    |                    |              |  |
|  |                  |                  | Lituania TE      | Lituania TE | 80       |                  |                  |                  |  |        |             |             |             |        |                    |                    |                    |              |  |
|  | B2               | Eslovenia        | Lituania TE      | Lituania TE | 80       | 61               |                  |                  |  |        |             |             |             |        |                    |                    |                    |              |  |
|  | B2               | Eslovenia        |                  |             |          |                  |                  |                  |  |        |             |             |             |        |                    |                    |                    |              |  |
|  | A3               | Lituania         | 62               |             |          |                  |                  |                  |  |        |             |             |             |        |                    |                    |                    |              |  |
|  | A3               | Lituania         | 62               |             | Lituania | Lituania         | 96               |                  |  |        |             |             |             |        |                    |                    |                    |              |  |
|  |                  |                  |                  |             | Lituania | Lituania         | 96               |                  |  |        |             |             |             |        |                    |                    |                    |              |  |
|  |                  |                  | Islandia         | Islandia    | 76       |                  |                  |                  |  |        |             |             |             |        |                    |                    |                    |              |  |
|  | D1               | Países Bajos     | Islandia         | Islandia    | 76       | 74               |                  |                  |  |        |             |             |             |        |                    |                    |                    |              |  |
|  | D1               | Países Bajos     |                  |             |          |                  |                  |                  |  |        |             |             |             |        |                    |                    |                    |              |  |
|  | C4               | Islandia         | 77               |             |          |                  |                  |                  |  |        |             |             |             |        |                    |                    |                    |              |  |
|  | C4               | Islandia         | 77               |             |          |                  |                  |                  |  |        |             |             |             |        | Lituania           | Lituania           | 50                 |              |  |
|  |                  |                  |                  |             |          |                  |                  |                  |  |        |             |             |             |        | Lituania           | Lituania           | 50                 |              |  |
|  |                  |                  | España           | España      | 102      |                  |                  |                  |  |        |             |             |             |        |                    |                    |                    |              |  |
|  | A2               | España           | España           | España      | 102      | 88               |                  |                  |  |        |             |             |             |        |                    |                    |                    |              |  |
|  | A2               | España           |                  |             |          |                  |                  |                  |  |        |             |             |             |        |                    |                    |                    |              |  |
|  | B3               | Alemania         | 69               |             |          |                  |                  |                  |  |        |             |             |             |        |                    |                    |                    |              |  |
|  | B3               | Alemania         | 69               |             | España   | España           | 77               |                  |  |        |             |             |             |        |                    |                    |                    |              |  |
|  |                  |                  |                  |             | España   | España           | 77               |                  |  |        |             |             |             |        |                    |                    |                    |              |  |
|  |                  |                  | Turquía          | Turquía     | 65       |                  |                  |                  |  |        |             |             |             |        |                    |                    |                    |              |  |
|  | C1               | Turquía          | Turquía          | Turquía     | 65       | 74               |                  |                  |  |        |             |             |             |        |                    |                    |                    |              |  |
|  | C1               | Turquía          |                  |             |          |                  |                  |                  |  |        |             |             |             |        |                    |                    |                    |              |  |
|  | D4               | República Checa  | 64               |             |          |                  |                  |                  |  |        |             |             |             |        |                    |                    |                    |              |  |
|  | D4               | República Checa  | 64               |             |          |                  |                  |                  |  | España | España      | 73          |             |        |                    |                    |                    |              |  |
|  |                  |                  |                  |             |          |                  |                  |                  |  | España | España      | 73          |             |        |                    |                    |                    |              |  |
|  |                  |                  | Italia           | Italia      | 67       |                  |                  |                  |  |        |             |             |             |        |                    |                    |                    |              |  |
|  | B1               | Francia          | Italia           | Italia      | 67       | 74               |                  |                  |  |        |             |             |             |        |                    |                    |                    |              |  |
|  | B1               | Francia          |                  |             |          |                  |                  |                  |  |        |             |             |             |        |                    |                    |                    |              |  |
|  | A4               | Israel           | 81               |             |          |                  |                  |                  |  |        |             |             |             |        |                    |                    |                    |              |  |
|  | A4               | Israel           | 81               |             | Israel   | Israel           | 69               |                  |  |        |             |             |             |        | Partido 3.º puesto | Partido 3.º puesto | Partido 3.º puesto |              |  |
|  |                  |                  |                  |             | Israel   | Israel           | 69               |                  |  |        |             |             |             |        | Partido 3.º puesto | Partido 3.º puesto | Partido 3.º puesto |              |  |
|  |                  |                  | Italia           | Italia      | 77       |                  |                  |                  |  |        |             |             |             |        |                    |                    |                    |              |  |
|  | D2               | Italia           | Italia           | Italia      | 77       | 101              |                  |                  |  |        |             |             |             | Suecia | Suecia             | 51                 |                    |              |  |
|  | D2               | Italia           |                  |             |          |                  |                  |                  |  |        |             |             |             | Suecia | Suecia             | 51                 |                    |              |  |
|  | C3               | Letonia          | 70               |             |          |                  |                  |                  |  |        |             |             |             |        |                    | Italia             | Italia             | 84           |  |
|  | C3               | Letonia          | 70               |             |          |                  |                  |                  |  |        |             |             |             |        |                    | Italia             | Italia             | 84           |  |
|  |                  |                  |                  |             |          |                  |                  |                  |  |        |             |             |             |        |                    |                    |                    |              |  |

#### Octavos de final
| 6 de agosto de 2025 | España                                          | 88–69                                 | Alemania                                                              | Matosinhos |  |
| 13:00               | Parciales: 24–12, 21–16, 22–22, 21–19           | Parciales: 24–12, 21–16, 22–22, 21–19 | Parciales: 24–12, 21–16, 22–22, 21–19                                 | |  |
|                     | Estadísticas Mata 20 Nde 11 Fernández 7 Mata 28 | Reporte Pts Reb Asts Val              | Estadísticas 15 Byvatov, Soltau 8 Manten 3 Byvatov 15 Byvatov, Soltau | Pabellón: Pavilhão Municipal de Guifões Asistencia: 200 espectadores Árbitros: Paulina Karolina Gajdosz Angel Ivanov Milita Stalaučinskaitė |  |

| 6 de agosto de 2025 | Francia                                                             | 74–81                                 | Israel                                         | Matosinhos |  |
| 13:00               | Parciales: 12–25, 16–13, 25–23, 21–20                               | Parciales: 12–25, 16–13, 25–23, 21–20 | Parciales: 12–25, 16–13, 25–23, 21–20          | |  |
|                     | Estadísticas Bobst 12 Djoko, Lutbert 8 N'ganfina 6 Dursus, Bobst 15 | Reporte Pts Reb Asts Val              | Estadísticas 32 Raviv 6 Bitan 5 Raviv 31 Raviv | Pabellón: Centro de Desportos e Congressos Asistencia: 66 espectadores Árbitros: Çisil Güngör Sandra Sánchez Jan Baloun |  |

| 6 de agosto de 2025 | Turquía                                                                      | 74–64                                | República Checa                                             | Matosinhos                                                                                      |  |
| 15:30               | Parciales: 19–6, 20–22, 19–17, 16–19                                         | Parciales: 19–6, 20–22, 19–17, 16–19 | Parciales: 19–6, 20–22, 19–17, 16–19                        |                                                                                                 |  |
|                     | Estadísticas İstanbulluoğlu 23 İstanbulluoğlu 11 Akpınar 6 İstanbulluoğlu 25 | Reporte Pts Reb Asts Val             | Estadísticas 22 Přibylová 7 Krausová 4 Brožová 18 Přibylová | Pabellón: Pavilhão Municipal de Guifões Árbitros: Veronika Obertová Jelena Tomić Gregor Oprčkal |  |

| 6 de agosto de 2025 | Italia                                                    | 101–70                                | Letonia                                                | Matosinhos |  |
| 15:30               | Parciales: 27–18, 28–15, 24–16, 22–21                     | Parciales: 27–18, 28–15, 24–16, 22–21 | Parciales: 27–18, 28–15, 24–16, 22–21                  | |  |
|                     | Estadísticas Zanardi 14 Gianangeli 9 Zanardi 8 Zanardi 24 | Reporte Pts Reb Asts Val              | Estadísticas 27 Tomašicka 12 Otto 5 Šmite 22 Tomašicka | Pabellón: Centro de Desportos e Congressos Asistencia: 86 espectadores Árbitros: Sónia Teixeira Haris Bijedić Kirsten Poffé |  |

| 6 de agosto de 2025 | Eslovenia                                            | 62–62                                 | Lituania                                                                                               | Matosinhos |  |
| 18:00               | Parciales: 13–18, 17–20, 21–12, 10–12                | Parciales: 13–18, 17–20, 21–12, 10–12 | Parciales: 13–18, 17–20, 21–12, 10–12                                                                  | |  |
|                     | Estadísticas Turnšek 29 Sivka 12 Mišjak 5 Turnšek 31 | Reporte Pts Reb Asts Val              | Estadísticas 23 Aukštikalnytė 6 Paunksnytė, Ratavičiūtė 3 Aukštikalnytė, Matulevičius 24 Aukštikalnytė | Pabellón: Pavilhão Municipal de Guifões Asistencia: 33 espectadores Árbitros: Esperanza Mendoza Nataša Dragojević Sara Månsson |  |

| 6 de agosto de 2025 | Suecia                                                          | 92–86                                 | Polonia                                                           | Matosinhos |  |
| 18:00               | Parciales: 25–18, 18–18, 24–21, 25–29                           | Parciales: 25–18, 18–18, 24–21, 25–29 | Parciales: 25–18, 18–18, 24–21, 25–29                             | |  |
|                     | Estadísticas Trygger 31 da Silva 11 Tres jugadoras 4 Trygger 37 | Reporte Pts Reb Asts Val              | Estadísticas 29 Ullmann 8 Rutkowska 4 Kusiak, Adamczuk 25 Ullmann | Pabellón: Centro de Desportos e Congressos Asistencia: 65 espectadores Árbitros: Ivana Ivanović Silvia Marziali Jelena Smiljanić |  |

| 6 de agosto de 2025 | Bélgica                                                                   | 91–75                                 | Portugal                                                  | Matosinhos |  |
| 20:30               | Parciales: 25–18, 19–15, 21–25, 26–17                                     | Parciales: 25–18, 19–15, 21–25, 26–17 | Parciales: 25–18, 19–15, 21–25, 26–17                     | |  |
|                     | Estadísticas Tres jugadoras 17 Bayart 10 Daelemans, Bevernage 4 Bayart 24 | Reporte Pts Reb Asts Val              | Estadísticas 22 Neto 6 Andorinho 3 Tres jugadoras 19 Neto | Pabellón: Pavilhão Municipal de Guifões Asistencia: 1200 espectadores Árbitros: Özlem Yalman Giacomo Dori Amal Dahra |  |

| 6 de agosto de 2025 | Países Bajos                                                         | 74–77                                 | Islandia                                                       | Matosinhos |  |
| 20:30               | Parciales: 22–14, 11–20, 29–16, 12–27                                | Parciales: 22–14, 11–20, 29–16, 12–27 | Parciales: 22–14, 11–20, 29–16, 12–27                          | |  |
|                     | Estadísticas Lieverst 20 van Vliet 10 Cuatro jugadoras 3 Douwstra 19 | Reporte Pts Reb Asts Val              | Estadísticas 18 Wolfram 11 Boama 4 Steingrímsdóttir 21 Wolfram | Pabellón: Centro de Desportos e Congressos Asistencia: 66 espectadores Árbitros: Suzana Vujičić Diogo Martins Anna Belousova |  |

#### Cuartos de final
| 7 de agosto de 2025 | España                                                  | 77–65                                 | Turquía                                                       | Matosinhos |  |
| 13:00               | Parciales: 21–19, 29–15, 14–15, 13–16                   | Parciales: 21–19, 29–15, 14–15, 13–16 | Parciales: 21–19, 29–15, 14–15, 13–16                         | |  |
|                     | Estadísticas García 20 Nde, Míguez 7 García 5 García 21 | Reporte Pts Reb Asts Val              | Estadísticas 18 Akpınar 9 İstanbulluoğlu 5 Akpınar 16 Akpınar | Pabellón: Centro de Desportos e Congressos Asistencia: 124 espectadores Árbitros: Jan Baloun Veronika Obertová Amal Dahra |  |

| 7 de agosto de 2025 | Israel                                               | 69–77                                 | Italia                                                     | Matosinhos |  |
| 15:30               | Parciales: 17–24, 17–22, 23–16, 12–15                | Parciales: 17–24, 17–22, 23–16, 12–15 | Parciales: 17–24, 17–22, 23–16, 12–15                      | |  |
|                     | Estadísticas Raviv 25 Zilbershlag 8 Raviv 4 Raviv 18 | Reporte Pts Reb Asts Val              | Estadísticas 18 Edokpaigbe 13 Osazuwa 7 Zanardi 24 Osazuwa | Pabellón: Centro de Desportos e Congressos Asistencia: 76 espectadores Árbitros: Paulina Karolina Gajdosz Sónia Teixeira Milita Stalaučinskaitė |  |

| 7 de agosto de 2025 | Bélgica                                                        | 76–77                                 | Suecia                                                     | Matosinhos |  |
| 18:00               | Parciales: 28–16, 19–28, 19–16, 10–17                          | Parciales: 28–16, 19–28, 19–16, 10–17 | Parciales: 28–16, 19–28, 19–16, 10–17                      | |  |
|                     | Estadísticas Courthiau 25 Courthiau 7 Courthiau 4 Courthiau 28 | Reporte Pts Reb Asts Val              | Estadísticas 15 da Silva 15 da Silva 7 Jolinder 29 Trygger | Pabellón: Centro de Desportos e Congressos Asistencia: 120 espectadores Árbitros: Esperanza Mendoza Özlem Yalman Anna Belousova |  |

| 7 de agosto de 2025 | Lituania                                                                                    | 96–76                                 | Islandia                                                                    | Matosinhos |  |
| 20:30               | Parciales: 26–17, 25–20, 32–13, 13–26                                                       | Parciales: 26–17, 25–20, 32–13, 13–26 | Parciales: 26–17, 25–20, 32–13, 13–26                                       | |  |
|                     | Estadísticas Aukštikalnytė 24 Aukštikalnytė, Ratavičiūtė 9 Aukštikalnytė 6 Aukštikalnytė 24 | Reporte Pts Reb Asts Val              | Estadísticas 18 Ármannsdóttir 9 Ármannsdóttir 4 Falsdóttir 19 Ármannsdóttir | Pabellón: Centro de Desportos e Congressos Asistencia: 50 espectadores Árbitros: Ivana Ivanović Silvia Marziali Nataša Dragojević |  |

#### Semifinales
| 9 de agosto de 2025 | Suecia                                                 | 78–80 TE                                          | Lituania                                                           | Matosinhos |  |
| 18:00               | Parciales: 21–19, 12–16, 22–21, 19–18 (T.E.: 4–6)      | Parciales: 21–19, 12–16, 22–21, 19–18 (T.E.: 4–6) | Parciales: 21–19, 12–16, 22–21, 19–18 (T.E.: 4–6)                  | |  |
|                     | Estadísticas da Silva 18 Trygger 19 Levin 5 Trygger 24 | Reporte Pts Reb Asts Val                          | Estadísticas 21 Paunksnytė 9 Paunksnytė 4 Paunksnytė 19 Paunksnytė | Pabellón: Centro de Desportos e Congressos Asistencia: 170 espectadores Árbitros: Paulina Karolina Gajdosz Veronika Obertová |  |

| 9 de agosto de 2025 | España                                                | 73–67                                 | Italia                                                                  | Matosinhos |  |
| 20:30               | Parciales: 25–13, 18–20, 17–13, 13–21                 | Parciales: 25–13, 18–20, 17–13, 13–21 | Parciales: 25–13, 18–20, 17–13, 13–21                                   | |  |
|                     | Estadísticas García 20 Míguez 10 Alberich 4 Míguez 18 | Reporte Pts Reb Asts Val              | Estadísticas 15 Zanardi 7 Zuccon, Osazuwa 6 Zanardi 13 Zanardi, Fantini | Pabellón: Centro de Desportos e Congressos Asistencia: 140 espectadores Árbitros: Çisil Güngör Jan Baloun Nataša Dragojević |  |

#### Partido por el 3.º puesto
| 10 de agosto de 2025 | Suecia                                                | 51–84                                 | Italia                                                    | Matosinhos |  |
| 18:00                | Parciales: 14–17, 12–21, 15–21, 10–25                 | Parciales: 14–17, 12–21, 15–21, 10–25 | Parciales: 14–17, 12–21, 15–21, 10–25                     | |  |
|                      | Estadísticas Trygger 10 Trygger 14 Levin 4 Trygger 19 | Reporte Pts Reb Asts Val              | Estadísticas 17 Edokpaigbe 7 Zanardi 6 Zanardi 16 Zanardi | Pabellón: Centro de Desportos e Congressos Asistencia: 110 espectadores Árbitros: Esperanza Mendoza Ivana Ivanović Jelena Tomić |  |

#### Final
| 10 de agosto de 2025 | Lituania                                                             | 50–102                               | España                                              | Matosinhos |  |
| 20:30                | Parciales: 19–19, 12–37, 6–24, 13–22                                 | Parciales: 19–19, 12–37, 6–24, 13–22 | Parciales: 19–19, 12–37, 6–24, 13–22                | |  |
|                      | Estadísticas Paunksnytė Kisarauskaitė 6 Matulevičius 3 Paunksnytė 17 | Reporte Pts Reb Asts Val             | Estadísticas 17 Viegas 9 Mata, Nde 8 García 26 Mata | Pabellón: Centro de Desportos e Congressos Asistencia: 1300 espectadores Árbitros: Çisil Güngör Sónia Teixeira Silvia Marziali |  |

|                            |
| Bandera de España          |
| Campeón España 10.º título |

### Cuadro por el 5.º-8.º puesto
|  | Semifinales 5.º-8.º | Semifinales 5.º-8.º |        |         | Partido 5.º puesto | Partido 5.º puesto |  |
|  | 9 de agosto         | 9 de agosto         |        |         | 10 de agosto       | 10 de agosto       |  |
|  |                     |                     |        |         |                    |                    |  |
|  |                     |                     |        |         |                    |                    |  |
|  | Bélgica             | 90                  |        |         |                    |                    |  |
|  | Bélgica             | 90                  |        |         |                    |                    |  |
|  | Islandia            | 75                  |        |         |                    |                    |  |
|  | Islandia            | 75                  |        | Bélgica | 96                 |                    |  |
|  |                     |                     |        | Bélgica | 96                 |                    |  |
|  |                     |                     | Israel | 73      |                    |                    |  |
|  | Turquía             | 78                  | Israel | 73      |                    |                    |  |
|  | Turquía             | 78                  |        |         |                    |                    |  |
|  | Israel              | 80                  |        |         | Partido 7.º puesto | Partido 7.º puesto |  |
|  | Israel              | 80                  |        |         | Partido 7.º puesto | Partido 7.º puesto |  |
|  |                     |                     |        |         |                    |                    |  |
|  |                     |                     |        |         | Islandia           | 65                 |  |
|  |                     |                     |        |         | Islandia           | 65                 |  |
|  |                     |                     |        |         | Turquía            | 73                 |  |
|  |                     |                     |        |         | Turquía            | 73                 |  |
|  |                     |                     |        |         |                    |                    |  |

#### Semifinales del 5.º-8.º puesto
| 9 de agosto de 2025 | Bélgica                                                              | 90–75                                 | Islandia                                                                              | Matosinhos |  |
| 13:00               | Parciales: 29–13, 24–20, 23–13, 14–29                                | Parciales: 29–13, 24–20, 23–13, 14–29 | Parciales: 29–13, 24–20, 23–13, 14–29                                                 | |  |
|                     | Estadísticas Declercq 15 Bayart 9 Battiston, Courthiau 7 Declercq 18 | Reporte Pts Reb Asts Val              | Estadísticas 21 Ármannsdóttir 6 Boama 3 Falsdóttir, Steingrímsdóttir 22 Ármannsdóttir | Pabellón: Centro de Desportos e Congressos Asistencia: 82 espectadores Árbitros: Esperanza Mendoza Sónia Teixeira Plantilla:Geodatos IT Giacomo Dori |  |

| 9 de agosto de 2025 | Turquía                                                               | 78–80                                 | Israel                                        | Matosinhos |  |
| 15:30               | Parciales: 19–19, 21–14, 17–27, 21–20                                 | Parciales: 19–19, 21–14, 17–27, 21–20 | Parciales: 19–19, 21–14, 17–27, 21–20         | |  |
|                     | Estadísticas Akpınar 22 İstanbulluoğlu 16 Akpınar 6 İstanbulluoğlu 28 | Reporte Pts Reb Asts Val              | Estadísticas 19 Raviv 6 Bitan 6 Oren 19 Raviv | Pabellón: Centro de Desportos e Congressos Asistencia: 56 espectadores Árbitros: Silvia Marziali Sandra Sánchez Amal Dahra |  |

#### Partido por el 7.º puesto
| 10 de agosto de 2025 | Islandia                                                    | 65–73                                | Turquía                                                             | Matosinhos |  |
| 18:00                | Parciales: 28–18, 15–22, 8–22, 14–11                        | Parciales: 28–18, 15–22, 8–22, 14–11 | Parciales: 28–18, 15–22, 8–22, 14–11                                | |  |
|                      | Estadísticas Ármannsdóttir 14 Boama 8 Falsdóttir 4 Boama 20 | Reporte Pts Reb Asts Val             | Estadísticas 17 Tekin 11 İstanbulluoğlu 5 İstanbulluoğlu 22 Erçelik | Pabellón: Pavilhão Municipal de Guifões Asistencia: 23 espectadores Árbitros: Jelena Smiljanić Anna Belousova Giacomo Dori |  |

#### Partido por el 5.º puesto
| 10 de agosto de 2025 | Bélgica                                                           | 96–73                                 | Israel                                                | Matosinhos |  |
| 13:00                | Parciales: 26–17, 27–22, 21–19, 22–15                             | Parciales: 26–17, 27–22, 21–19, 22–15 | Parciales: 26–17, 27–22, 21–19, 22–15                 | |  |
|                      | Estadísticas Courthiau 21 Devos 7 Daelemans, Devos 6 Courthiau 23 | Reporte Pts Reb Asts Val              | Estadísticas 23 Raviv 5 Kabada 4 Oren, Raviv 18 Raviv | Pabellón: Centro de Desportos e Congressos Asistencia: 69 espectadores Árbitros: Sandra Sánchez Suzana Vujicić Anna Belousova |  |

### Cuadro por el 9.º-16.º puesto
|  | Partido 13.º puesto | Partido 13.º puesto |                 |          | Semifinales 13.º-16.º | Semifinales 13.º-16.º |             |             | Cuartos de final 9.º-16.º | Cuartos de final 9.º-16.º |          |         | Semifinales 9.º-12.º | Semifinales 9.º-12.º |  |  | Partido 9.º puesto | Partido 9.º puesto |
|  |                     |                     |                 |          |                       |                       |             |             |                           |                           |          |         |                      |                      |  |  |                    |                    |
|  |                     |                     |                 |          |                       |                       |             |             | 7 de agosto               |                           |          |         |                      |                      |  |  |                    |                    |
|  |                     |                     |                 |          |                       |                       |             |             |                           |                           |          |         |                      |                      |  |  |                    |                    |
|  | 10 de agosto        | 10 de agosto        |                 |          | 9 de agosto           | 9 de agosto           |             |             | Portugal                  | 47                        |          |         | 9 de agosto          | 9 de agosto          |  |  | 10 de agosto       | 10 de agosto       |
|  | 10 de agosto        | 10 de agosto        |                 |          | 9 de agosto           | 9 de agosto           |             |             | Portugal                  | 47                        |          |         | 9 de agosto          | 9 de agosto          |  |  | 10 de agosto       | 10 de agosto       |
|  | 10 de agosto        | 10 de agosto        |                 |          | 9 de agosto           | 9 de agosto           | Polonia     | 68          |                           |                           |          |         | 9 de agosto          | 9 de agosto          |  |  | 10 de agosto       | 10 de agosto       |
|  | 10 de agosto        | 10 de agosto        |                 | Portugal | 58                    |                       | Polonia     | 68          |                           |                           |          | Polonia | 83                   |                      |  |  | 10 de agosto       | 10 de agosto       |
|  | 10 de agosto        | 10 de agosto        | 7 de agosto     | Portugal | 58                    |                       |             |             |                           |                           |          | Polonia | 83                   |                      |  |  | 10 de agosto       | 10 de agosto       |
|  | 10 de agosto        | 10 de agosto        |                 |          | Países Bajos          | 49                    |             |             | Eslovenia                 | 73                        |          |         |                      |                      |  |  | 10 de agosto       | 10 de agosto       |
|  | 10 de agosto        | 10 de agosto        | Eslovenia       | 77       | Países Bajos          | 49                    |             |             | Eslovenia                 | 73                        |          |         |                      |                      |  |  | 10 de agosto       | 10 de agosto       |
|  | 10 de agosto        | 10 de agosto        | Eslovenia       | 77       |                       |                       |             |             |                           |                           |          |         |                      |                      |  |  | 10 de agosto       | 10 de agosto       |
|  | 10 de agosto        | 10 de agosto        |                 |          | Países Bajos          | 62                    |             |             |                           |                           |          |         |                      |                      |  |  | 10 de agosto       | 10 de agosto       |
|  | Portugal            | 65                  |                 |          | Países Bajos          | 62                    | Polonia     | 58          |                           |                           |          |         |                      |                      |  |  |                    |                    |
|  | Portugal            | 65                  | 7 de agosto     |          |                       |                       | Polonia     | 58          |                           |                           |          |         |                      |                      |  |  |                    |                    |
|  | Francia             | 72                  |                 |          | Alemania              | 84                    |             |             |                           |                           |          |         |                      |                      |  |  |                    |                    |
|  | Francia             | 72                  | Alemania        | 89       | Alemania              | 84                    |             |             |                           |                           |          |         |                      |                      |  |  |                    |                    |
|  |                     |                     | Alemania        | 89       | 9 de agosto           | 9 de agosto           | 9 de agosto | 9 de agosto |                           |                           |          |         |                      |                      |  |  |                    |                    |
|  |                     |                     | República Checa | 80       | 9 de agosto           | 9 de agosto           | 9 de agosto | 9 de agosto |                           |                           |          |         |                      |                      |  |  |                    |                    |
|  | Partido 15.º puesto | Partido 15.º puesto | República Checa | 80       | República Checa       | 69                    |             |             |                           |                           | Alemania | 59      | Partido 11.º puesto  | Partido 11.º puesto  |  |  |                    |                    |
|  | Partido 15.º puesto | Partido 15.º puesto | 7 de agosto     |          | República Checa       | 69                    |             |             |                           |                           | Alemania | 59      | Partido 11.º puesto  | Partido 11.º puesto  |  |  |                    |                    |
|  | 10 de agosto        | 10 de agosto        |                 |          | Francia               | 94                    |             |             | Letonia                   | 47                        |          |         | 10 de agosto         | 10 de agosto         |  |  |                    |                    |
|  | Países Bajos        | 83                  | Francia         | 87       | Francia               | 94                    | Eslovenia   | 74          | Letonia                   | 47                        |          |         |                      |                      |  |  |                    |                    |
|  | Países Bajos        | 83                  | Francia         | 87       |                       |                       | Eslovenia   | 74          |                           |                           |          |         |                      |                      |  |  |                    |                    |
|  | República Checa     | 60                  |                 |          | Letonia TE            | 93                    |             |             | Letonia                   | 79                        |          |         |                      |                      |  |  |                    |                    |

#### Cuartos de final del 9.º-16.º puesto
| 7 de agosto de 2025 | Alemania                                              | 89–80                                 | República Checa                                            | Matosinhos |  |
| 13:00               | Parciales: 24–22, 16–14, 21–20, 28–24                 | Parciales: 24–22, 16–14, 21–20, 28–24 | Parciales: 24–22, 16–14, 21–20, 28–24                      | |  |
|                     | Estadísticas Byvatov 24 Englisch 9 Scheu 6 Byvatov 23 | Reporte Pts Reb Asts Val              | Estadísticas 34 Přibylová 18 Veselá 4 Brožová 29 Přibylová | Pabellón: Pavilhão Municipal de Guifões Asistencia: 50 espectadores Árbitros: Jelena Tomić Haris Bijedić Gregor Oprčkal |  |

| 7 de agosto de 2025 | Francia                                                | 87–93 TE                                            | Letonia                                               | Matosinhos |  |
| 15:30               | Parciales: 23–22, 19–20, 16–15, 19–20 (T.E.: 10–16)    | Parciales: 23–22, 19–20, 16–15, 19–20 (T.E.: 10–16) | Parciales: 23–22, 19–20, 16–15, 19–20 (T.E.: 10–16)   | |  |
|                     | Estadísticas Djoko 19 Abraham 8 N'ganfina 5 Abraham 20 | Reporte Pts Reb Asts Val                            | Estadísticas 39 Tomašicka 8 Otto 9 Šmite 33 Tomašicka | Pabellón: Pavilhão Municipal de Guifões Asistencia: 90 espectadores Árbitros: Suzana Vujičić Diogo Martins Sara Månsson |  |

| 7 de agosto de 2025 | Eslovenia                                                           | 77–62                                 | Países Bajos                                                | Matosinhos |  |
| 18:00               | Parciales: 17–20, 19–17, 21–13, 20–12                               | Parciales: 17–20, 19–17, 21–13, 20–12 | Parciales: 17–20, 19–17, 21–13, 20–12                       | |  |
|                     | Estadísticas Grebenc, Sivka 16 Sivka 10 Grebenc, Štirn 6 Grebenc 25 | Reporte Pts Reb Asts Val              | Estadísticas 14 de Vries 7 van Vliet 3 Vogelaar 13 de Vries | Pabellón: Pavilhão Municipal de Guifões Asistencia: 90 espectadores Árbitros: Çisil Güngör Sandra Sánchez Angel Ivanov |  |

| 7 de agosto de 2025 | Portugal                                                | 47–68                               | Polonia                                                   | Matosinhos |  |
| 20:30               | Parciales: 9–18, 17–14, 12–20, 9–16                     | Parciales: 9–18, 17–14, 12–20, 9–16 | Parciales: 9–18, 17–14, 12–20, 9–16                       | |  |
|                     | Estadísticas Dias 9 R. Rodrigues 7 Neto 5 Dias, Neto 11 | Reporte Pts Reb Asts Val            | Estadísticas 29 Ułan 13 Rutkowska 5 Adamczuk 31 Rutkowska | Pabellón: Pavilhão Municipal de Guifões Asistencia: 820 espectadores Árbitros: Giacomo Dori Jelena Smiljanić Kirsten Poffé |  |

#### Semifinales del 13.º-16.º puesto
| 9 de agosto de 2025 | República Checa                                                 | 69–94                                 | Francia                                                    | Matosinhos |  |
| 15:30               | Parciales: 16–21, 14–28, 25–21, 14–24                           | Parciales: 16–21, 14–28, 25–21, 14–24 | Parciales: 16–21, 14–28, 25–21, 14–24                      | |  |
|                     | Estadísticas Přibylová 22 Kytlicová 6 Kytlicová 3 Přibylová 20' | Reporte Pts Reb Asts Val              | Estadísticas 18 Bobst 7 Lutbert 5 Tres jugadoras 19' Bobst | Pabellón: Pavilhão Municipal de Guifões Asistencia: 105 espectadores Árbitros: Özlem Yalman Haris Bijedić Gregor Oprčkal |  |

| 9 de agosto de 2025 | Portugal                                                 | 58–49                                | Países Bajos                                                        | Matosinhos |  |
| 18:00               | Parciales: 15–15, 18–6, 14–14, 11–14                     | Parciales: 15–15, 18–6, 14–14, 11–14 | Parciales: 15–15, 18–6, 14–14, 11–14                                | |  |
|                     | Estadísticas Pinheiro 15 Peixinho 8 Freire 3 Peixinho 17 | Reporte Pts Reb Asts Val             | Estadísticas 17 Lieverst 9 van Vliet 2 Cuatro jugadoras 15 Lieverst | Pabellón: Pavilhão Municipal de Guifões Asistencia: 800 espectadores Árbitros: Ivana Ivanović Anna Belousova Kirsten Poffé |  |

#### Semifinales del 9.º-12.º puesto
| 9 de agosto de 2025 | Alemania                                               | 59–54                                 | Letonia                                      | Matosinhos |  |
| 13:00               | Parciales: 15–10, 14–14, 15–18, 15–12                  | Parciales: 15–10, 14–14, 15–18, 15–12 | Parciales: 15–10, 14–14, 15–18, 15–12        | |  |
|                     | Estadísticas Soltau 15 Byvatov 14 Byvatov 6 Byvatov 21 | Reporte Pts Reb Asts Val              | Estadísticas 14 Otto 14 Otto 5 Šmite 20 Otto | Pabellón: Pavilhão Municipal de Guifões Asistencia: 40 espectadores Árbitros: Jelena Tomić Milita Stalaučinskaitė Angel Ivanov |  |

| 9 de agosto de 2025 | Polonia                                                      | 83–73                                 | Eslovenia                                       | Matosinhos |  |
| 20:30               | Parciales: 19–26, 22–15, 23–12, 19–20                        | Parciales: 19–26, 22–15, 23–12, 19–20 | Parciales: 19–26, 22–15, 23–12, 19–20           | |  |
|                     | Estadísticas Rutkowska 19 Rutkowska 7 Wysocka 6 Rutkowska 34 | Reporte Pts Reb Asts Val              | Estadísticas 18 Sivka 9 Šćekić 5 Štirn 21 Sivka | Pabellón: Pavilhão Municipal de Guifões Asistencia: 43 espectadores Árbitros: Jelena Smiljanić Sara Månsson Diogo Martins |  |

#### Partido por el 15.º puesto
| 10 de agosto de 2025 | Países Bajos                                                | 83–60                                | República Checa                                              | Matosinhos |  |
| 10:30                | Parciales: 16–23, 25–14, 19–8, 23–15                        | Parciales: 16–23, 25–14, 19–8, 23–15 | Parciales: 16–23, 25–14, 19–8, 23–15                         | |  |
|                      | Estadísticas Douwstra 18 van Vliet 9 Douwstra 4 Douwstra 20 | Reporte Pts Reb Asts Val             | Estadísticas 16 Kytlicová 6 Staňková 4 Krausová 16 Kytlicová | Pabellón: Pavilhão Municipal de Guifões Asistencia: 54 espectadores Árbitros: Haris Bijedić Gregor Oprčkal Angel Ivanov |  |

#### Partido por el 13.º puesto
| 10 de agosto de 2025 | Portugal                                                                | 65–72                                 | Francia                                                          | Matosinhos |  |
| 15:30                | Parciales: 17–17, 12–24, 19–11, 17–20                                   | Parciales: 17–17, 12–24, 19–11, 17–20 | Parciales: 17–17, 12–24, 19–11, 17–20                            | |  |
|                      | Estadísticas Nazário 14 Peixinho 7 R. Rodrigues, Pinheiro 4 Peixinho 15 | Reporte Pts Reb Asts Val              | Estadísticas 11 Lutbert 6 Ounounou, Abraham 5 Causeur 14 Lutbert | Pabellón: Centro de Desportos e Congressos Asistencia: 1100 espectadores Árbitros: Paulina Karolina Gajdosz Jan Baloun Nataša Dragojević |  |

#### Partido por el 11.º puesto
| 10 de agosto de 2025 | Eslovenia                                              | 74–79                                 | Letonia                                       | Matosinhos |  |
| 13:00                | Parciales: 16–17, 26–19, 21–14, 11–29                  | Parciales: 16–17, 26–19, 21–14, 11–29 | Parciales: 16–17, 26–19, 21–14, 11–29         | |  |
|                      | Estadísticas Sivka 13 Štirn, Sivka 6 Mišjak 5 Sivka 19 | Reporte Pts Reb Asts Val              | Estadísticas 25 Otto 10 Otto 5 Šmite 29 Šmite | Pabellón: Pavilhão Municipal de Guifões Asistencia: 23 espectadores Árbitros: Veronika Obertová Amal Dahra Sara Månsson |  |

#### Partido por el 9.º puesto
| 10 de agosto de 2025 | Polonia                                                               | 58–84                                 | Alemania                                        | Matosinhos |  |
| 15:30                | Parciales: 12–15, 12–30, 16–27, 18–12                                 | Parciales: 12–15, 12–30, 16–27, 18–12 | Parciales: 12–15, 12–30, 16–27, 18–12           | |  |
|                      | Estadísticas Rutkowska 12 Rutkowska 11 Siete jugadoras 1 Rutkowska 18 | Reporte Pts Reb Asts Val              | Estadísticas 16 Scheu 10 Diala 7 Scheu 24 Scheu | Pabellón: Pavilhão Municipal de Guifões Asistencia: 33 espectadores Árbitros: Özlem Yalman Milita Stalaučinskaitė Kirsten Pouffé |  |

## Medallero
| Lituania | España | Italia |
| Sintija Aukštikalnytė Danielė Paunksnytė Gintarė Buškevičiūtė Gustė Dziatkauskaitė Viktorija Matulevičius Eglė Kisarauskaitė Gėla Kačinskaitė Urtė Ratavičiūtė Karolina Drakšaitė Gabija Strolytė Rosita Rusovičiūtė Miglė Kisarauskaitė | Marta Fernández Gina García Marina Mata Blau Tor Somto Okafor Cristina Cerqueira Judit Rodríguez Marta Alberich Carla Viegas Shaila Nde Inés Míguez Alba Caballero | Candy Njoku Edokpaigbe Lavinia Lucantoni Ginevra Cedolini Carlotta Zanardi Sophia Lussignoli Agnese Gianangeli Emma Zuccon Caterina Piatti Ilaria Bernardi Martina Fantini Cristina Osazuwa Francesca Baldassarre |

## Estadísticas

### Clasificación final
| Pos.              | Equipo          | G-P | PF  | PC  | Dif. |
| ----------------- | --------------- | --- | --- | --- | ---- |
| Medalla de oro    | España          | 6–1 | 600 | 447 | +153 |
| Medalla de plata  | Lituania        | 4–3 | 517 | 592 | -75  |
| Medalla de bronce | Italia          | 4–3 | 558 | 484 | +74  |
| 4º                | Suecia          | 4–3 | 537 | 551 | -14  |
| 5º                | Bélgica         | 6–1 | 627 | 537 | +90  |
| 6º                | Israel          | 2–5 | 547 | 624 | -77  |
| 7º                | Turquía         | 5–2 | 532 | 499 | +33  |
| 8º                | Islandia        | 1–6 | 525 | 607 | -82  |
| 9º                | Alemania        | 4–3 | 526 | 509 | +17  |
| 10º               | Polonia         | 3–4 | 523 | 527 | -4   |
| 11º               | Letonia         | 3–4 | 513 | 546 | -33  |
| 12º               | Eslovenia       | 3–4 | 492 | 511 | -19  |
| 13º               | Francia         | 5–2 | 590 | 477 | +113 |
| 14º               | Portugal        | 1–6 | 425 | 525 | -100 |
| 15º               | Países Bajos    | 4–3 | 521 | 487 | +34  |
| 16º               | República Checa | 1–6 | 468 | 578 | -110 |

     – Desciende a la División B.

### Líderes

#### Jugadoras
| Jugador               | PPP  |
| --------------------- | ---- |
| Raina Tomašicka       | 24,4 |
| Gal Raviv             | 22,9 |
| Sintija Aukštikalnytė | 18,6 |
| Danielė Paunksnytė    | 17,9 |
| Elif İstanbulluoğlu   | 17,9 |
| Evelina Otto          | 17,9 |

| Jugador             | RPP  |
| ------------------- | ---- |
| Evelina Otto        | 11,4 |
| Elif İstanbulluoğlu | 11,1 |
| Tilda Trygger       | 10,7 |
| Lourdes da Silva    | 10,1 |
| Valentýna Veselá    | 9,4  |

| Jugador          | APP |
| ---------------- | --- |
| Carlotta Zanardi | 6,6 |
| Gal Raviv        | 4,9 |
| Gina García      | 4,9 |
| Madara Šmite     | 4,7 |
| Joanna Scheu     | 4,7 |

| Jugador            | TPP |
| ------------------ | --- |
| Annika Soltau      | 1,8 |
| Élodie Lutbert     | 1,7 |
| Justyna Adamczuk   | 1,7 |
| Tereza Trávníčková | 1,6 |
| Tilda Trygger      | 1,6 |

| Jugador                  | SPP |
| ------------------------ | --- |
| Azra Erçelik             |     |
| Sintija Aukštikalnytė    |     |
| Rebekka Steingrímsdóttir |     |
| Marianna Byvatov         |     |
| Sara Boama               |     |

| Jugador             | EPP  |
| ------------------- | ---- |
| Gal Raviv           | 22,1 |
| Raina Tomašicka     | 21,8 |
| Tilda Trygger       | 21,1 |
| Elif İstanbulluoğlu | 20,4 |
| Evelina Otto        | 20,3 |

#### Equipos
| Equipo  | PPP  |
| ------- | ---- |
| Bélgica | 89,6 |
| España  | 85,7 |
| Francia | 84,3 |
| Italia  | 79,7 |
| Israel  | 78,1 |

| Equipo   | RPP  |
| -------- | ---- |
| Alemania | 45,4 |
| España   | 44,3 |
| Suecia   | 43,1 |
| Bélgica  | 42,6 |
| Francia  | 42,4 |

| Equipo    | APP  |
| --------- | ---- |
| Bélgica   | 22,3 |
| Francia   | 21   |
| Eslovenia | 19,7 |
| Italia    | 19,6 |
| Suecia    | 17,9 |

| Equipo          | TPP |
| --------------- | --- |
| Países Bajos    | 5,4 |
| Polonia         | 4,4 |
| República Checa | 3,9 |
| Portugal        | 3,7 |
| Turquía         | 3,7 |

| Equipo       | SPP  |
| ------------ | ---- |
| Turquía      | 12,4 |
| España       | 11,9 |
| Islandia     | 11   |
| Países Bajos | 10,6 |
| Francia      | 10,4 |
| Italia       | 10,4 |

| Equipo  | EPP   |
| ------- | ----- |
| Bélgica | 105,6 |
| España  | 99,6  |
| Francia | 98,7  |
| Italia  | 89,4  |
| Turquía | 83,4  |

## Premios y reconocimientos
| Quinteto ideal                                                                   |
| -------------------------------------------------------------------------------- |
| Gina García Danielė Paunksnytė Raina Tomašicka Lourdes da Silva Cristina Osazuwa |
| MVP: Gina García                                                                 |